# アラインテック
アラインテック株式会社（英: alinetech Co.,ltd.）は、山口県岩国市に本社を置き、産業用ロボットの各種産業機械や医療機器ならびに太陽光発電設備の開発・製造、各種プラント設備メンテナンスを手掛ける総合機械メーカーおよびプラントエンジニアリング企業である。

## 沿革
- 1950年2月 - 貴舩定一により旭興産株式会社設立
- 1952年7月 - 機械製造部門に進出
- 1957年8月 - 石油化学工業装置部門進出に伴い、現岩国事業所開設
- 1960年10月 - 松山出張所（現：松山事業所）開設
- 1950年2月 - 貴舩定一により旭興産株式会社設立
- 1952年7月 - 機械製造部門に進出
- 1957年8月 - 石油化学工業装置部門進出に伴い、現岩国事業所開設
- 1960年10月 - 松山出張所（現：松山事業所）開設
- 1963年3月 - 三原事業所（現：三原出張所）開設
- 1964年7月 - 徳山出張所（現：周南事業所）開設
- 1965年1月 - 貴舩悦光が代表取締役社長に就任
- 1971年10月 - 岐阜出張所開設
- 1977年3月 - 徳山支社（徳山工場）開設
- 1984年8月 - 岩国工場開設
- 1991年4月 - 貴舩悦光が岩国市長に当選に伴い会長職就任。社長には宮本末俊が就任
- 1993年1月 - 岩国工場を岩国市通津沖工業団地に移転
- 1993年3月 - 本社を岩国工場内に移転
- 1999年4月 - 貴舩悦光が岩国市長任期満了に伴い同職を退任し当社社長に復帰
- 2003年5月 - ISO9001認証取得（本社、岩国工場、徳山工場）
- 2004年4月 - 光工場開設（徳山工場と統合）
- 2008年2月 - 岐阜工場開設
- 2008年3月 - 上田文雄が代表取締役社長に就任
- 2009年4月 - 経済産業省「2009年元気なモノ作り中小企業300社」に選出
- 2011年3月 - 「山口県産業技術振興奨励賞 県知事賞」受賞
- 2012年10月 - ソーラー事業部（現：エコシステム事業部）設立
- 2012年10月 - 岩国工場と光工場を統合し、機械システム事業部に名称変更
- 2012年11月 - 中国に独資子会社：上海愛来音自動化設備有限公司を設立開業
- 2014年2月 - 千葉出張所開設
- 2015年12月 - 中国子会社を発展的に解消し、中国企業、中国安川電機、旭興産3社の合弁会社安徽預立興川機器人技術有限公司を設立
- 2017年4月 - 岐阜事業所を岐阜工場に統合
- 2017年10月 - 医療機器製造業登録（機械システム事業部岩国工場）
- 2017年10月 - 中国事業推進のため海外事業部を設立
- 2017年12月 - 経済産業省「地域未来牽引企業」に選定
- 2018年3月 - 山口県「やまぐち健康経営企業」に認定
- 2018年8月 - 山口県「山口県産業技術特別褒賞」を受賞
- 2020年2月 - 旭興産株式会社からアラインテック株式会社に社名変更[1]

## 主な事業
- 各種産業機械製造
- 各種自動化システム製造
- フラットパネルディスプレイ・太陽電池・半導体製造装置製造
- 医療機器製造
- 各種プラントの建設、配管、据付、メンテナンス
- 太陽光発電所などの発電・電源設備の建設・メンテナンス

## 事業所
- 本社 - 山口県岩国市長野1815-7
- 機械事業部門
  - 営業統括部 - 山口県岩国市長野1815-7
  - 調達統括部 - 山口県岩国市長野1815-7
  - 機械システム事業部 - 山口県岩国市長野1815-7
  - 岐阜工場 - 岐阜県不破郡垂井町表佐58-2
- プラント事業部門
  - 岩国事業所 - 山口県岩国市装束町5-6-4
  - 岩国事業所 - 山口県玖珂郡和木町和木6-1-2 三井化学株式会社岩国大竹工場内
  - 周南事業所 - 山口県周南市新宮町1-1 出光興産株式会社徳山事業所構内
  - 松山事業所 - 愛媛県松山市大可賀3-580 コスモ松山石油株式会社内
  - 光出張所 - 山口県光市大字光井字武田4720 武田薬品工業株式会社光工場内
  - 千葉出張所 - 千葉県袖ケ浦市今井2-155-3
  - 三原出張所 - 広島県三原市糸崎南1-1-1 三菱三原協力会館内